# Uezd

Uezdurile Imperiului Rus în 1897

Uezdul (în rusă уе́зд) a fost o subdiviziune administrativă a Rusiei Kievene, Cnezatului Moscovei și Imperiului Rus, intrată în uz începând din secolul al XIII-lea. La început, prin uezd se înțelegea un grup de câteva voloste formate în jurul orașelor mai importante. Uezdurile erau conduse de împuterniciții (namestnik) cnejilor, iar, începând din secolul al XVII-lea, de voievozi. 
În 1708, a fost înfăptuită o reformă administrativă din inițiativa țarului Petru cel Mare, având drept rezultat împărțirea Rusiei în gubernii renunțându-se la împărțirea în uezduri, care avea să fie reluată în 1721, ca urmare a reformei administrative a împărătesei Ecaterinei I. 
Prin reforma administrativă sovietică din 1923–1929, uezdurile au fost transformate în raioane. 